# لاسزلو بالينت
لاسزلو بالينت (بالمجرية: Bálint László)‏ (بالمجرية: László Bálint)، من مواليد 1 فبراير 1948، لاعب كرة قدم هنغاري سابق، ومدرب كرة قدم هنغاري سابق.
لعب مع منتخب هنغاريا لكرة القدم.

## روابط خارجية
- لاسزلو بالينت على موقع الاتحاد الدولي (مؤرشف)  (الإنجليزية)
- لاسزلو بالينت على موقع الاتحاد الأوربي (الإنجليزية)
- لاسزلو بالينت على موقع قاعدة بيانات كرة القدم.إي يو (الإنجليزية)
- لاسزلو بالينت على موقع ناشيونال فوتبول تيمز (الإنجليزية)
- لاسزلو بالينت على موقع Soccerway.com (الإنجليزية)
- لاسزلو بالينت على موقع عالم كرة القدم.نت (الإنجليزية)
- لاسزلو بالينت على موقع أوليمبيديا (الإنجليزية)